# 国家肝癌科学中心

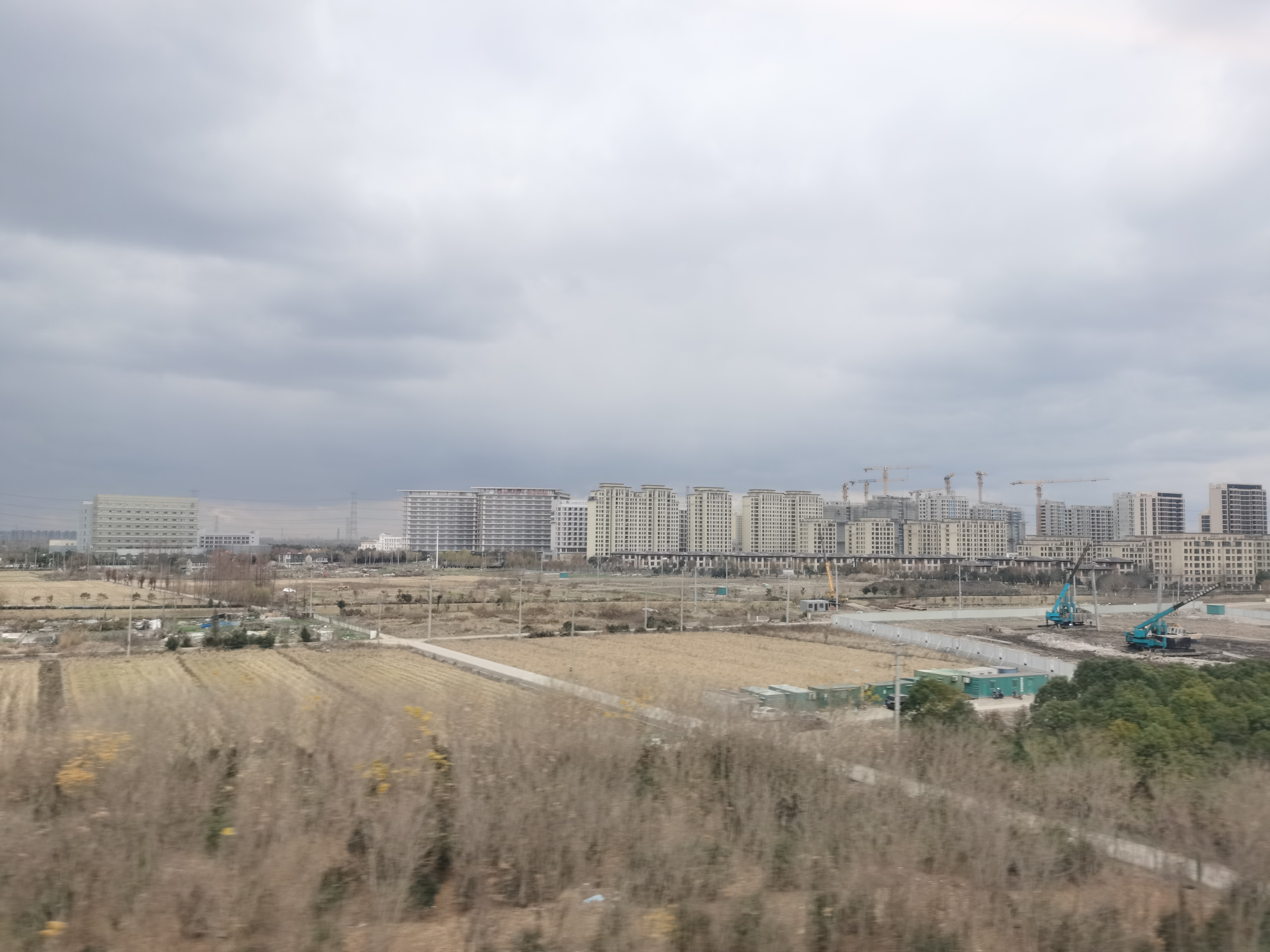
图中左侧建筑即为国家肝癌科学中心

国家肝癌科学中心位于上海市嘉定区安亭镇东方肝胆外科医院安亭院区西侧。

## 历史
由中国科学院院士吴孟超、中国工程院院士王红阳（东方肝胆外科研究所生物信号传导研究室主任）牵头，第二军医大学联合复旦大学、上海交通大学共同申报，是继国家纳米科学中心心后由国家发改委立项批准的第二个“国家科学中心”。
项目总投资1.5亿元左右，建设周期2年，建设资金主要由国家支持，上海市给予相应配套。2012年4月1日，在安亭镇东方肝胆外科医院新院区西侧开工建设。

## 功能
该中心以东方肝胆外科医院安亭新院为依托，围绕降低中国肝癌发病率、病死率的目标、精准聚焦肝癌研究领域的重大科技关键问题，开展肝炎、肝硬化向肝癌发展的预警与预防等转化医学研究，并为肝胆肿瘤的精准治疗提供支持。

## 历任领导
主任
1. 王红阳（女，中国工程院院士）